# Victor Fleming
Victor Fleming (Pasadena, Kalifornia, 1889. február 23. – Cottonwood, Arizona, 1949. január 6.) Oscar-díjas amerikai rendező.
Közel ötven filmet rendezett, a legismertebb munkái az Óz, a csodák csodája és az Elfújta a szél. A filmiparban betöltött szerepének köszönhetően csillagja megtalálható a Hollywood Walk of Fame-en.

## Élete
1889-ben született a kaliforniai Pasadenában. Az első világháborúban fotósként szolgált, Versailles-ban Thomas Woodrow Wilson elnök vezető fényképésze is volt.
Hollywoodban segédoperatőrként, majd operatőrként kezdett el dolgozni olyan rendezők mellett, mint D. W. Griffith. Első filmjét 1919-ben rendezte első filmjét When the Clouds Roll by címmel. A későbbiekben számos némafilmet készített, gyakran Douglas Fairbanksszel a főszerepben.
1932-ben csatlakozott a Metro-Goldwyn-Mayer stúdióhoz, ahol olyan kasszasikerek fűződtek a nevéhez, mint a Vérvörös homok, A kincses sziget vagy A bátrak kapitánya. Két leghíresebb  munkája az Óz, a csodák csodája és az Elfújta a szél. Az utóbbiért Oscar-díjjal is kitüntették legjobb rendezői kategóriában.
1941-ben megrendeze a Dr. Jekyll és Mr. Hyde-ot Spencer Tracyvel a főszerepben, de a film nem közelítette meg Rouben Mamoulian tíz évvel előtti verziójának sikerét. Egy évvel később elkészítette a Kedves csirkefogókat John Steinbeck regényéből szintén Tracy, és Hedy Lamarr főszereplésével.

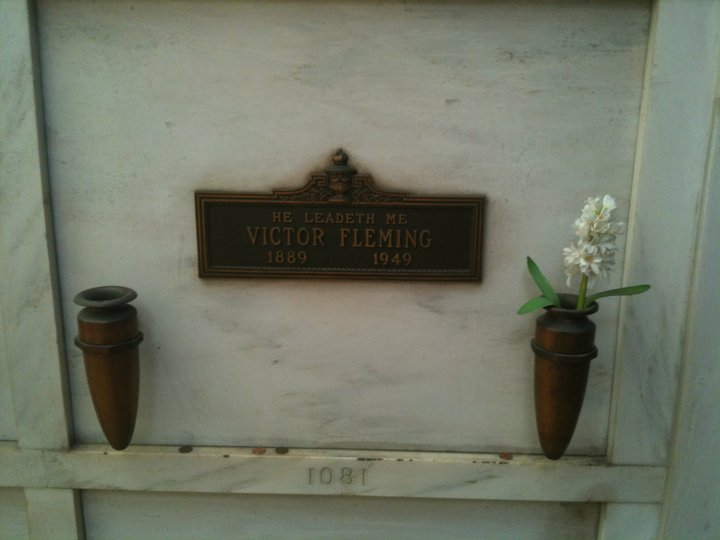
Fleming sírköve

1949-ben, röviddel azután, hogy befejezte a Szent Johannát Ingrid Bergmannal, Fleming váratlanul meghalt szívinfarktusban. Utolsó filmje a vegyes fogadtatások ellenére, hét Oscar jelölésből két díjat nyert meg.

## Jelentősebb filmjei
- 1927 – The Way of All Flesh (Pardners)
- 1932 – Vérvörös homok (Red Dust)
- 1933 – Szexbomba (Bombshell)
- 1934 – A kincses sziget (Treasure Island)
- 1937 – A bátrak kapitánya (Captains Courageous)
- 1938 – Berepülőpilóta (Test Pilot)
- 1939 – Óz, a csodák csodája (The Wizard of Oz)
- 1939 – Elfújta a szél (Gone with the Wind)
- 1941 – Ördög az emberben (Dr. Jekyll and Mr. Hyde)
- 1942 – Kedves csirkefogók (Tortilla Flat)
- 1948 – Szent Johanna (Joan of Arc)

## További információ
- Victor Fleming a PORT.hu-n (magyarul)
- Victor Fleming az Internetes Szinkronadatbázisban (magyarul)
- Victor Fleming az Internet Movie Database-ben (angolul)
- Victor Fleming a Rotten Tomatoeson (angolul)

## Fordítás
- Ez a szócikk részben vagy egészben  a   Victor_Fleming című angol Wikipédia-szócikk fordításán alapul.  Az eredeti cikk szerkesztőit annak laptörténete sorolja fel. Ez a jelzés csupán a megfogalmazás eredetét és a szerzői jogokat jelzi, nem szolgál a cikkben szereplő információk forrásmegjelöléseként.